# Primair centraal zenuwstelsellymfoom
Het primair centraal zenuwstelsellymfoom (PCZSL, Engels: Primary central nervous system lymphoma: PCNSL) is een zeldzaam, zeer agressief non-hodgkinlymfoom (lymfeklierkanker) dat uitsluitend voorkomt binnen het centraal zenuwstelsel (de hersenen of het hersenvocht), het ruggenmerg of het oog. In Nederland worden elk jaar tussen de 40 en 60 mensen getroffen door de aandoening. De meeste patiënten zijn ouder dan 65 jaar.
Het lymfoom is een subtype van het diffuus grootcellig B-cellymfoom.
Wanneer het lymfoom zich bevindt in een oog spreekt men van een primair vitreoretinaal lymfoom.

## Diagnose
De diagnose wordt altijd gesteld door het nemen van een biopt (of punctie) uit het aangedane weefsel.

## Behandeling
Het lymfoom wordt bij patiënten die voldoende fit zijn, behandeld met chemotherapie en vervolgens bestraald. Bij de overige patiënten wordt meestal alleen radiotherapie toegepast.

## Prognose
30 tot 40% van de patiënten die worden behandeld met chemotherapie (en eventueel radiotherapie) zijn vijf jaar na diagnose nog in leven, of zelfs in complete remissie. Voor oudere patiënten, of patiënten die vanwege hun conditie alleen in aanmerking komen voor radiotherapie, is de prognose minder gunstig.